# Batalla de Tànagra (457 aC)
La batalla de Tànagra va ser un enfrontament important entre Atenes i Esparta al principi de la Primera Guerra del Peloponnès (457 aC- 445 aC).
La tensió entre Atenes i Esparta havia augmentat a causa de la reconstrucció de les muralles d'Atenes i el rebuig espartà de l'assistència militar atenesa. Els atenesos eren liderats per Mirònides i tenien una força de 14.000 soldats. Els espartans estaven liderats per Nicomedes i tenien un total d'11.500 soldats.Ambdós bàndols van patir pèrdues, però els espartans van sortir victoriosos.

## Rerefons
Encara que havia aconseguit una hegemonia sobre les ciutats estat gregues gràcies al seu lideratge en les guerres mèdiques, la Lliga del Peloponnès, dirigida pels espartans, temia el creixent poder de l'Imperi atenès i va empitjorar les relacions amb repetides afrontes i exigències diplomàtiques.
Amb l'objectiu d'evitar que qualsevol futura invasió persa tingués una base des d'on operar, Esparta havia instat Atenes, juntament amb altres ciutats gregues, a abstenir-se de reconstruir les seves muralles. Tot i això, en sospitar que es tractava d'una estratagema espartana i havent començat ja els treballs de construcció, Atenes va emprar un subterfugi per retardar els engranatges de la diplomàcia fins a poder acabar-les. L'any 458 aC, Atenes va començar a construir les Muralles Llargues, una estructura defensiva que assegurava les línies de comunicació entre la ciutat i el Pireu.Igual que altres muralles que es van construir, permetia als atenesos rebutjar la batalla i retirar-se sense por que se'ls tallessin els subministraments procedents del mar.
L'any 464 aC, en patir una altra rebel·lió dels hilotes i no poder avançar en el setge contra el seu bastió Itome, Esparta va sol·licitar l'ajuda d'Atenes juntament amb els seus altres aliats. Es va enviar una "força considerable" per donar suport als espartans a instàncies de Cimó, que va ser nomenat el seu comandant. Esparta, que temia la política "poc ortodoxa" d'Atenes i la possibilitat que recolzés els ilotes esclavitzats en lloc de lluitar contra ells, va enviar el contingent atenès a casa mentre mantenia la resta dels seus aliats. La humiliació d'aquest incident va portar Atenes a adoptar una política exterior més antiespartana.

## La batalla
Quan els focis van fer la guerra a les ciutats de Dòrida, la pàtria tradicional dels grecs dòrics, l'Esparta dòrica va enviar una força de socors sota el comandament de l'estrateg Nicomedes, fill de Cleòmbrot, que actuava com a regent del seu nebot menor d'edat, el rei Pleistoànax.Un exèrcit de 1.500 hoplites espartans amb 10.000 dels seus aliats va entrar a Beòcia i va obligar a la submissió de Fòcida.
Atenes, que ja menyspreava el tracte amb Esparta i que ara sospitava que negociava amb faccions dins la ciutat per soscavar la democràcia i impedir la construcció de les Llargues Muralles, va maniobrar per tallar el pas a l'exèrcit espartà aïllat a Beòcia.
Enfrontats a un transport a través de les aigües controlades per la marina atenesa o a una difícil marxa a través dels ports de muntanya de Gerania en mans dels soldats atenesos recolzats des de Mègara, els espartans van decidir esperar que s'obrís una ruta segura per tornar a casa o a un assalt atenès directe.
En trobar-se amb els espartans a Tànagra, Atenes va desplegar "tot el seu exèrcit, que tenia el suport de 1.000 efectius d'Argos i contingents dels seus altres aliats, cosa que constituïa una força de 14.000 homes". Fernando Echeverría afirma que no hi ha constància de les tàctiques que es van utilitzar durant la batalla real.
El polític i general atenès Cimó, que havia estat exiliat d'Atenes tres anys abans, es va atansar, armat per al combat, a les tropes ateneses, per oferir els seus serveis; tanmateix, se li va ordenar d'allunyar-se'n.

## Conseqüències
Si bé tots dos bàndols van patir "grans pèrdues", els espartans van sortir victoriosos i van poder tornar a casa a través dels passos muntanyosos de l'istme. Van marxar per la Megàrida fins al Peloponnès, sense trobar resistència i talant oliveres de camí a casa.Seixanta i dos dies després de la batalla, els atenesos es van reagrupar sota el comandament de Mirònides. A continuació, van derrotar Tebes a la batalla d'Enòfita i van prendre el control de Beòcia, van enderrocar la muralla que els espartans havien construït i prendre com a com a ostatges cent dels homes més rics de la Lòcrida Opúncia.Amb la victòria, els atenesos també van ocupar Fòcida, origen del conflicte i la Lòcrida Opúncia. Uns anys més tard, Cimó va ser finalment cridat a tornar a Atenes després de ser condemnat a l'ostracisme i expulsat de la batalla de Tànagra. Aleshores va ajudar a crear un tractat de pau de cinc anys entre Atenes i Esparta.